# Friedrich (Württemberg-Neuenstadt)

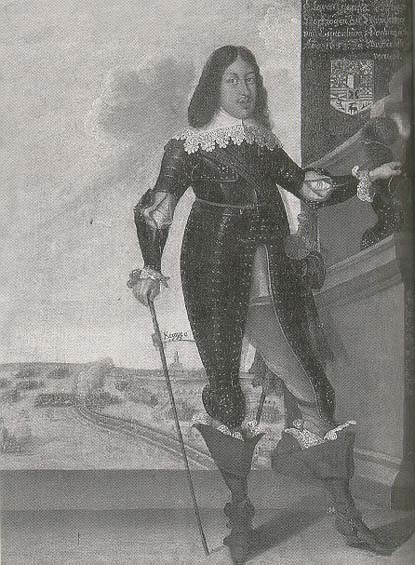
Friedrich von Württemberg-Neuenstadt

Friedrich (* 19. Dezember 1615 in Stuttgart; † 24. März 1682 in Neuenstadt am Kocher) war Herzog von Württemberg und gründete die zweite Seitenlinie Württemberg-Neuenstadt.

## Leben
Friedrich war der dritte Sohn Johann Friedrichs, des siebten Herzogs von Württemberg, und von Barbara Sophia von Brandenburg. Er wurde im Alten Schloss in Stuttgart geboren und am 10. März 1616 in Schlosskapelle getauft. Taufpate war Kurfürst Friedrich V. von der Pfalz. Als sein Vater 1628 starb, wurde sein älterer Bruder Eberhard III. Herzog.
Im November 1627 bekam er Lucas Schickhardt (III.) als Präzeptor. 1628 – mit dreizehn Jahren – kam er zur Ausbildung an das Collegium illustre in Tübingen, wo er auch von seinem Präzeptor begleitet wurde. Da bald der Dreißigjährige Krieg zunehmende Gefahr für Württemberg darstellte, schickte ihn 1630 der Herzog aus Sicherheitsgründen ins Ausland auf seine Kavalierstour. Lucas Schickhardt begleitete ihn auf der ganzen Reise – bis 1638. Die Route führte über Straßburg, Basel und Mömpelgard nach Lyon, wo sie wegen einer schweren Fiebererkrankung unterbrochen werden musste. Im Frühjahr 1634 setzte Friedrich seine Reise fort, die ihn durch Frankreich, Italien und England führte. Als er währenddessen von der Besetzung Württembergs als Folge der verlorenen Schlacht bei Nördlingen erfuhr, ging er noch Ende 1634 an den dänischen Königshof, wo er von seinem Onkel, dem König Christian IV. aufgenommen wurde. 1637 reiste Friedrich nach Wien, um von Kaiser Ferdinand II. die Rückgabe des Herzogtums an seinen Bruder zu erreichen. Der Kaiser bot ihm an, selbst Herzog von Württemberg zu werden, wenn er zum katholischen Glauben übertrete, was Friedrich jedoch ablehnte.
1638 erhielt Eberhard III. sein Herrschaftsgebiet vom neuen Kaiser Ferdinand III. teilweise zurück. Friedrich beendete zu diesem Zeitpunkt seine Reise, trat aber in den Kriegsdienst und diente unter Bernhard von Sachsen-Weimar sowie Landgraf Wilhelm VI. von Hessen-Kassel, wobei er sich 1642 in der Schlacht auf der Kempener Heide auszeichnete und 1648 entscheidend zum Sieg in der Schlacht bei Wevelinghoven beitrug, die dem Westfälischen Frieden vorausging.
Nach dem Friedensschluss, in dem auch die volle Restitution Württembergs erfolgte, kehrte er in seine Heimat zurück und einigte sich mit Eberhard auf einen Erbvergleich. Friedrich erhielt die Ämter Neuenstadt am Kocher und Möckmühl sowie die Hälfte des Amts Weinsberg für sich selbst und seine Erben, allerdings ohne die Landeshoheit zu besitzen. Damit wurde er zum Begründer der Seitenlinie Württemberg-Neuenstadt, die ihn allerdings nur um eine Generation überdauerte.

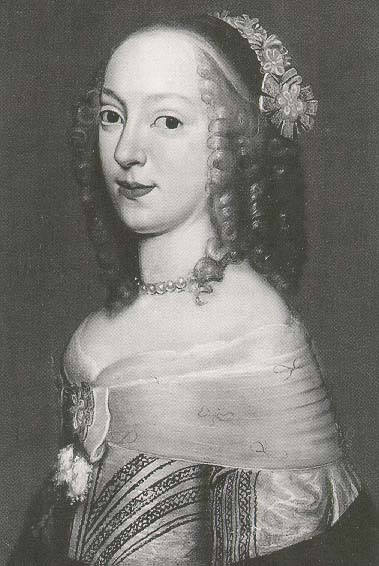
Friedrichs Frau Clara Augusta von Braunschweig-Lüneburg

Friedrich ließ das Schloss Neuenstadt nach den Verwüstungen des Dreißigjährigen Kriegs reparieren und ließ sich 1652 dort nieder. Am 7. Juni 1653 heiratete er in Wolfenbüttel Clara Augusta von Braunschweig-Lüneburg (* 25. Juni 1632 in Hitzacker; † 6. Oktober 1700 im Weißenhof bei Weinsberg), eine Tochter Augusts des Jüngeren von Braunschweig. Das Paar hatte im Laufe der Zeit zwölf Kinder.
Nach dem Vorbild des Vaters seiner Braut baute Friedrich in Neuenstadt eine Bibliothek auf, die bis zu seinem Tod auf 25.000 Einzelbände anwuchs; darüber hinaus sammelte er Münzen und Medaillen. Nach seinem Tod wurde die Sammlung nach Stuttgart verkauft. 1666 erhielt er durch König Friedrich III. die höchste dänische Auszeichnung, den Elefanten-Orden. 1674, im Französisch-Niederländischen Krieg, wurde er zum Generalfeldzeugmeister und General der Infanterie ernannt, ohne jedoch aktiv in den Kampf einzugreifen.
Als der Herzog der Hauptlinie, Wilhelm Ludwig, 1677 starb, war Friedrich der nächste Anwärter auf die Regentschaft für den noch minderjährigen Eberhard Ludwig. Kaiser Leopold I. zog ihm jedoch den Onkel des Kindes, Friedrich Karl aus der Linie Winnental, vor, worauf Friedrich mit Verbitterung reagierte.
Herzog Friedrich starb nach längerer Krankheit am 24. März 1682 und wurde in der durch ihn 1664 angelegten Familiengruft in der Neuenstädter Stadtkirche beigesetzt. Seine Witwe Clara Augusta bezog ihre Sommerresidenz, den Weißenhof in Weinsberg, als Witwensitz. Nachfolger der Linie Württemberg-Neuenstadt wurde der älteste Sohn, Friedrich August.

## Familie

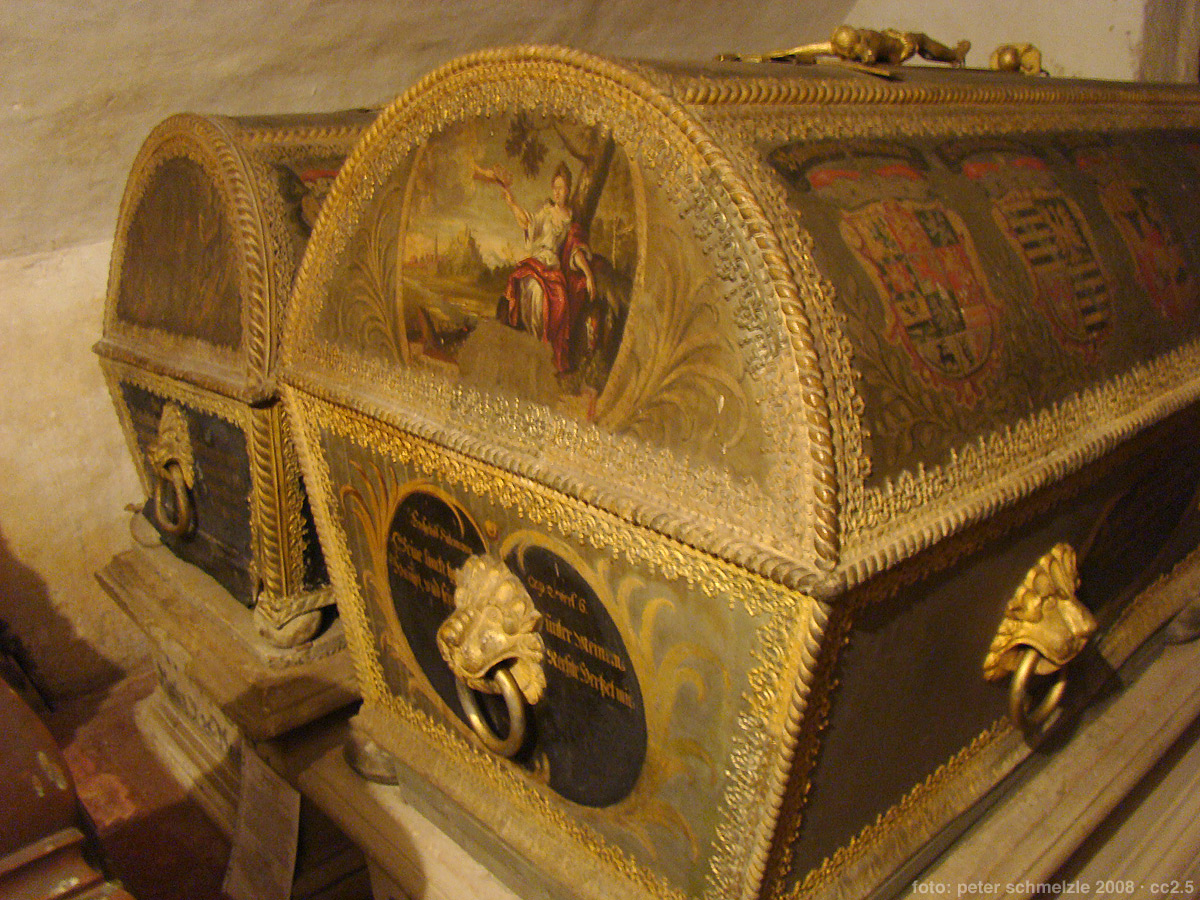
Die Sarkophage von Friedrich (hinten) und Clara Augusta (vorne) in der Neuenstadter Gruft

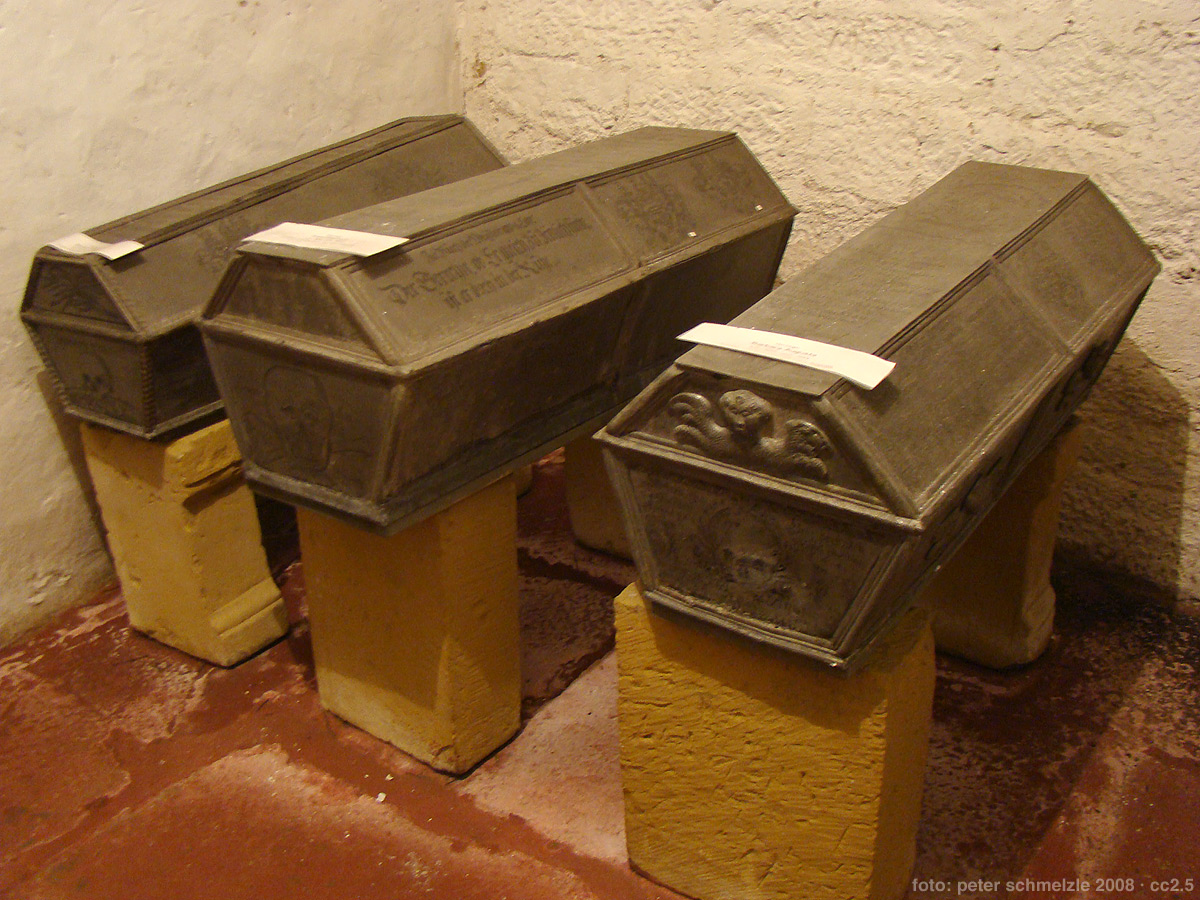
Sarkophage dreier früh verstorbener Töchter in Neuenstadt

Im Juni 1653 hatte Friedrich Clara Augusta von Braunschweig geheiratet. Der Ehe entstammten zwölf Kinder, von denen jedoch nur fünf das Erwachsenenalter erreichten, darunter drei Söhne, Friedrich August, Ferdinand Wilhelm und Carl Rudolf. Während Friedrich August das Erbe Friedrichs übernahm, traten die beiden anderen Söhne nach dem Vorbild ihres Vaters in den Kriegsdienst, wo sie sich als Feldherren auszeichneten. Clara Augusta überlebte ihren Mann um 18 Jahre und starb 1700. Im Einzelnen waren die Kinder Friedrichs:
1. Friedrich August (1654–1716)
2. Ulrich (*/† 1655)
3. Eberhard (*/† 1656)
4. Albrecht (1657–1670)
5. Sophie Dorothea (1658–1681)
6. Ferdinand Wilhelm (1659–1701)
7. Anton Ulrich (1661–1680)
8. Barbara Auguste (1663–1664)
9. Eleonore Charlotte (1664–1666)
10. Christoph (*/† 1666)
11. Carl Rudolf (1667–1742)
12. Anna Eleonore (1669–1670)